# Grad Kleef
Grad Kleef je nekdanji holandski grad iz 13. stoletja. Ruševina je v sedanjem Haarlemmer Kweektuinu v Haarlemu. Okrožje, v katerem je ruševina, je poimenovano po gradu; Četrt Kleef. 

## Zgodovina
Grad Kleef je bil zgrajen leta 1250 in se je takrat imenoval grad Schoten. Grad je bil na prometni povezovalni cesti med Haarlemom in vasjo Schoten (severno od Haarlema). Takrat je obstajal le stanovanjski stolp, ki je bil v lasti Petra Rolandskega. Za njim so bili lastniki gradu Viljem Cuser (nezakonski) in Viljem de Cuser (1339–±1370), Viljem Cuser (mlajši) (± 1365–1392), Katarina Kleveška (1392–1433) in družina Borselenskih (od 1433–neznano), družina Brederode (1492–1568), Don Frederik (1570–1573). 
Leta 1403 je grad dobila Margareta Kleveška, grofica Holandska (okoli 1375–1411) in od takrat je ohranil to ime.Ime so torej spremenili iz grad Schoten v grad Kleef. 
Grad je bil glavni štab Špancev v letih 1572 in 1573 med obleganjem Haarlema. Leta 1573 je grad Kleef razstrelil Don Frederik (sin vojvode Alve). To je storil, da bi preprečil nasprotnikom Špancev, da bi se naselili v gradu in ponovno zavzeli Haarlem.
Potem ko je don Frederik leta 1573 grad razstrelil, so prebivalci Haarlema leta 1576 porušili del ruševin, da bi uporabili opeke za obnovo mesta po velikem mestnem požaru v Haarlemu leta 1576. Leta 1578 je grad Kleef ponovno pridobila družina Brederodskih. Odločili so se, da ruševine ne bodo obnovili in uporabili samo Kaatsbaan (ali »Hišo s stolpom«), ki ni bil razstreljen.
Ker je bilo dedovanje znotraj družine Brederodskih problem, je bilo leta 1600 družinsko dedno pravo spremenjeno v »nasledstvo izumrtja po moški liniji«. Grad so lahko podedovale tudi sestre, hčere in vnuki. S poroko v družino Dohma je grad Kleef prišel v roke nemškega grofa Frederika Adolfa Lippejskega. Zemljišče okoli razvalin gradu je slabo obrodilo in dolgovi posestva so bili veliki. Leta 1713 je imel Lippejski toliko dolgov, da se je moral odreči delu svojega premoženja, vključno z gradom Kleefom. Ruševine in zemljišča okoli njih je kupilo mesto Haarlem. Od takrat naprej je ruševina hitro propadala. Prebivalci Haarlema so kamenje uporabili za gradnjo novih hiš.
Od 14. aprila 1909 so ruševine in Kaatsbaan v Stadskweektuinu. Viden je le manjši del ruševine, ostalo leži pod peskom otoka, na katerem ruševina stoji.

## Lastniki in prebivalci gradu Kleef
- Peter Rolandski
- Viljem nezakonski
  - Viljem Cuser
  - Viljem Cuser (mlajši)
- Katarina Kleveška
- rodbina Borselenskih (po 1433)
- rodbina Brederodskih (1492–1568)
- Don Frederik (1570–1573).

Leta 1573 ga je razstrelil tedanji lastnik.
- rodbina Brederodskih (odločili so se, da ruševin ne bodo obnovili, in so se preselili v Kaatsbaan, del zunanjega obora)

## Galerija
- Ruševine gradu Kleef v Haarlemu na posnetku Chrisa Alderliefsteja.
- Ruševine preiskujejo in delno restavrirajo amaterski arheologi
- Ostanki gradu Kleef s travnikom in kravami v ospredju.
- Arheološki muzej Haarlem: Krožnik in žlica iz ruševin gradu Kleef. Prikazuje družinski ščit Margarete ali Katarine Kleveške